# (18377) 1991 SH1
(18377) 1991 SH1 là một tiểu hành tinh vành đai chính. Nó được phát hiện bởi Robert H. McNaught ở Đài thiên văn Siding Spring ở Coonabarabran, New South Wales, Australia, ngày 28 tháng 9 năm 1991.